# Шлюглейт, Давид Абрамович
Давид Абрамович Шлюглейт (29 января 1899 — 25 февраля 1966) — советский кинооператор.

## Биография
Родился 29 января 1899 года. В 1923 году окончил киношколу «Пролеткино».
Первая самостоятельная операторская работа — фильм «Первые огни» (1925).
В 1926—1941 годах работал на студии «Савецкая Беларусь» (художественные фильмы «Лесная быль», 1927; «Моя любовь», 1940 и др.)
С 1941 года работал на Лентехфильме. Среди лучших работ — «Механик Иван Кулибин» (1950), «Фитонциды» (1953, цветной). Принимал участие в съёмках фильма «Спортивная гимнастика» (1958).

## Семья
Сын — Евгений Давидович Шлюглейт (род. 1940), оператор на студии Леннаучфильм, в 1970-е — 1990-е годы работал в Голливуде.

## Фильмография
- 1925 — Первые огни[2]
- 1926 — Господа Скотинины
- 1926 — Лесная быль
- 1928 — Четыреста миллионов[3]
- 1929 — Песня весны
- 1929 — До завтра[4]
- 1930 — Настоящая жизнь
- 1930 — В огне рождённая
- 1931 — Солнечный поход
- 1933 — Первая любовь
- 1935 — Совершеннолетие
- 1937 — Днепр в огне
- 1938 — Маска[5]
- 1940 — Моя любовь